# Wola Gnojnicka
Wola Gnojnicka – dawna wieś na Ukrainie, w rejonie jaworowskim obwodu lwowskiego.
Wieś położona w powiecie przemyskim, była własnością Seweryna Witkowskiego, jej posiadaczką była nieznana Otwinowska, została spustoszona w czasie najazdu tatarskiego w 1672 roku.
W II Rzeczypospolitej do 1934 samodzielna gmina jednostkowa. Następnie należała do zbiorowej wiejskiej gminy Gnojnice w powiecie jaworowskim w woj. lwowskim. W 1943 r. Ukraińska Policja Pomocnicza uprowadziła z wioski 60 Polaków, po których ślad zaginął. Po wojnie wieś weszła w struktury administracyjne Związku Radzieckiego.